# Katedrála svatého Mikuláše (Lublaň)
Katedrála svatého Mikuláše, zvaná Lublaňská katedrála (slovinsky cerkev sv. Nikolaja či ljubljanska stolnica) nebo jednoduše katedrála (Stolnica) je katedrála v Lublani, hlavním městě Slovinska. Původně byla Lublaňská katedrála gotickým kostelem. Na počátku 18. století byla nahrazena barokní stavbou. Jedná se o snadno rozpoznatelnou dominantu města se zelenou kopulí a dvojicí věží a stánky na náměstí Cyrila a Metoděje (Ciril-Metodov trg) u nedaleké Lublaňské ústřední tržnice a radnice.

## Galerie

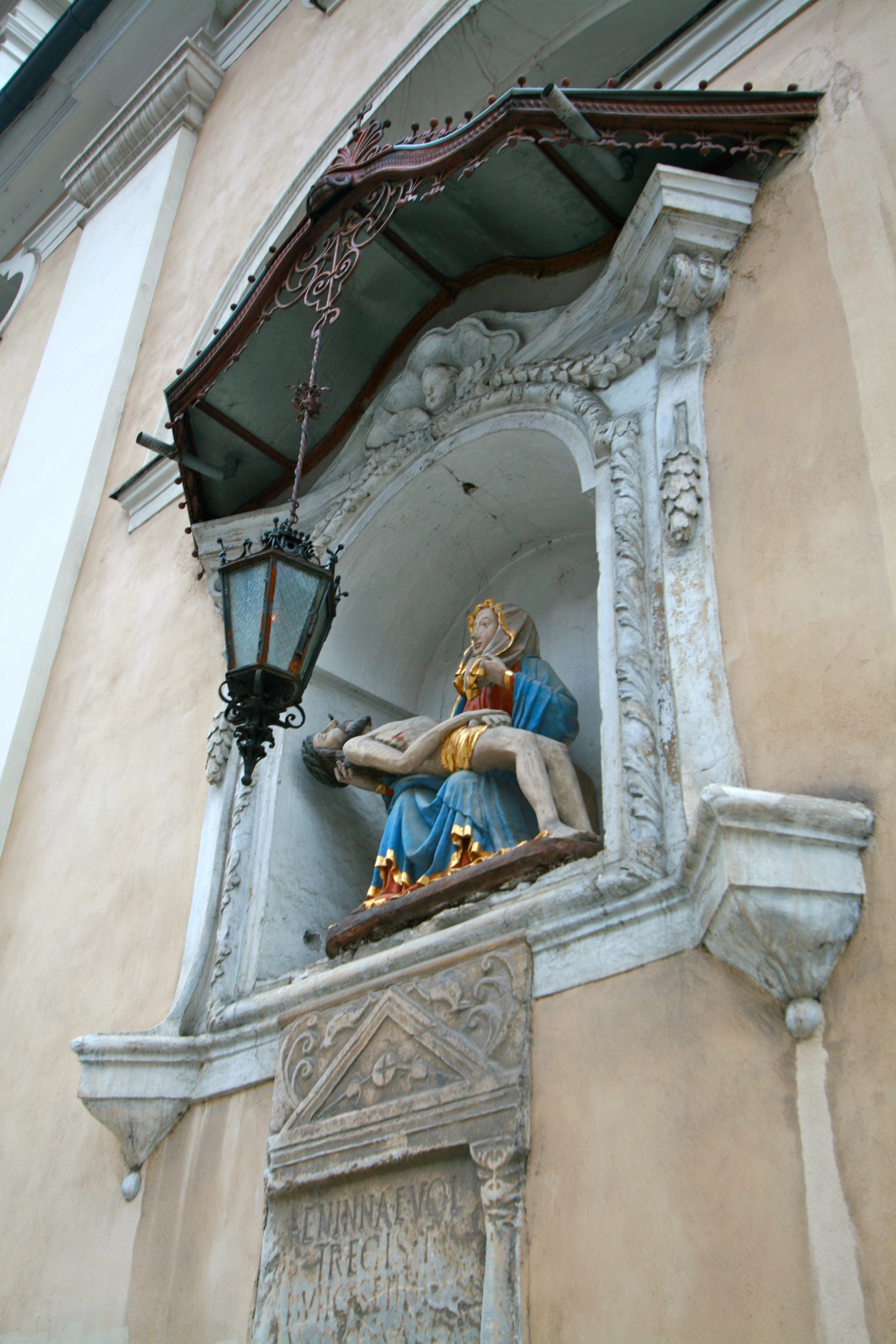
Pietà na jižní zdi katedrály
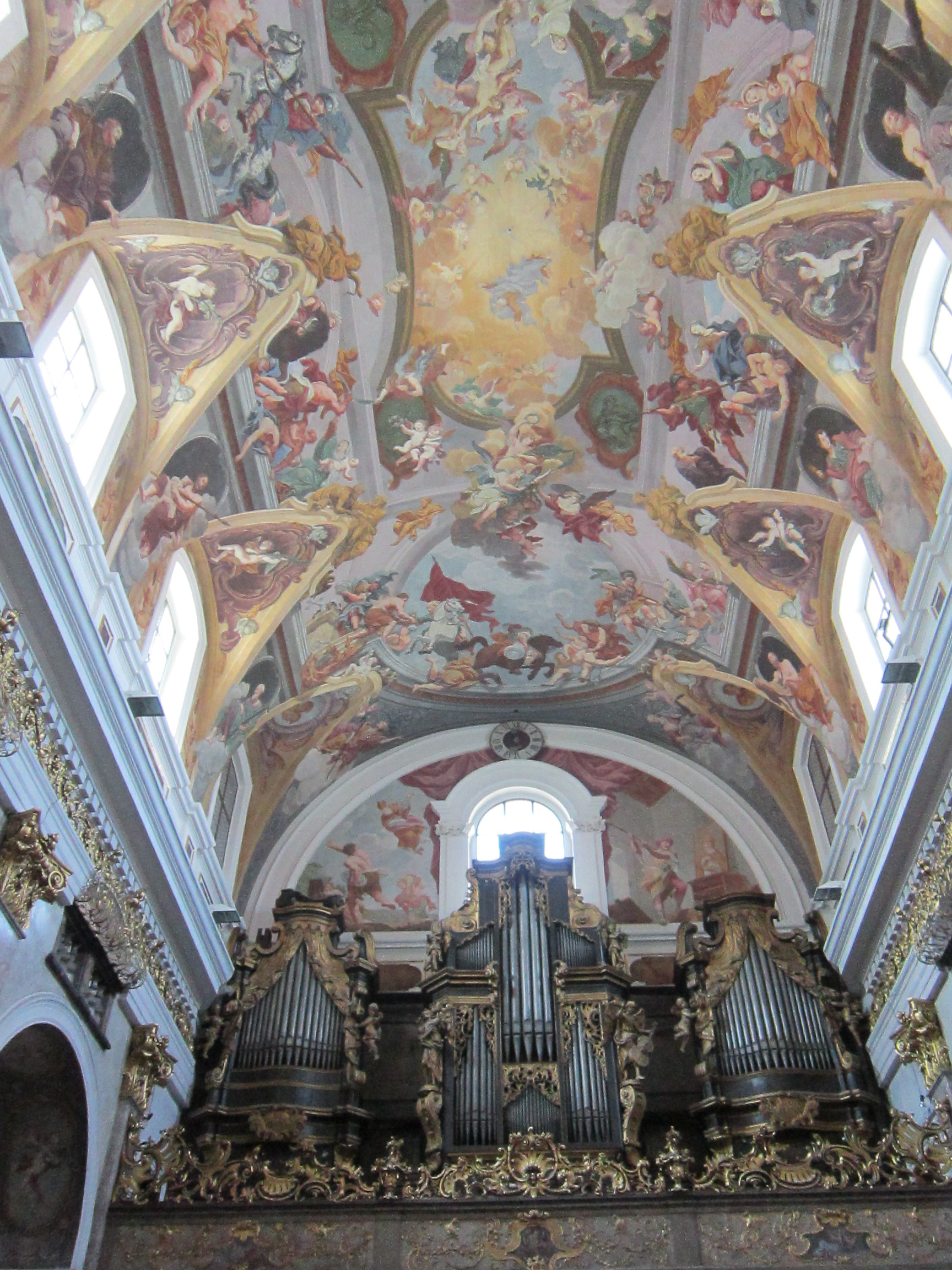
Strop katedrály a varhany
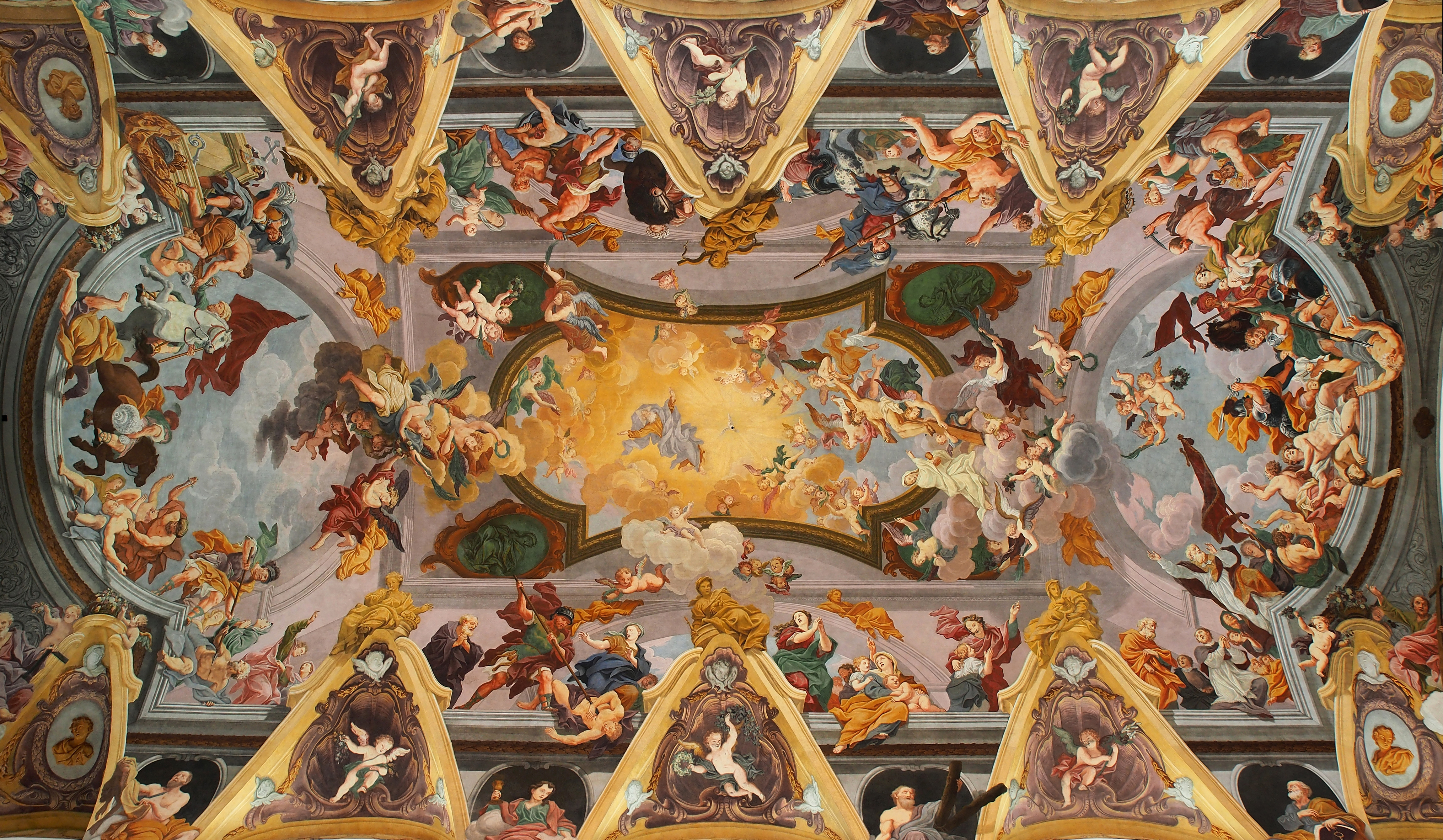
Freska Giuglia Quaglia na stropě katedrály
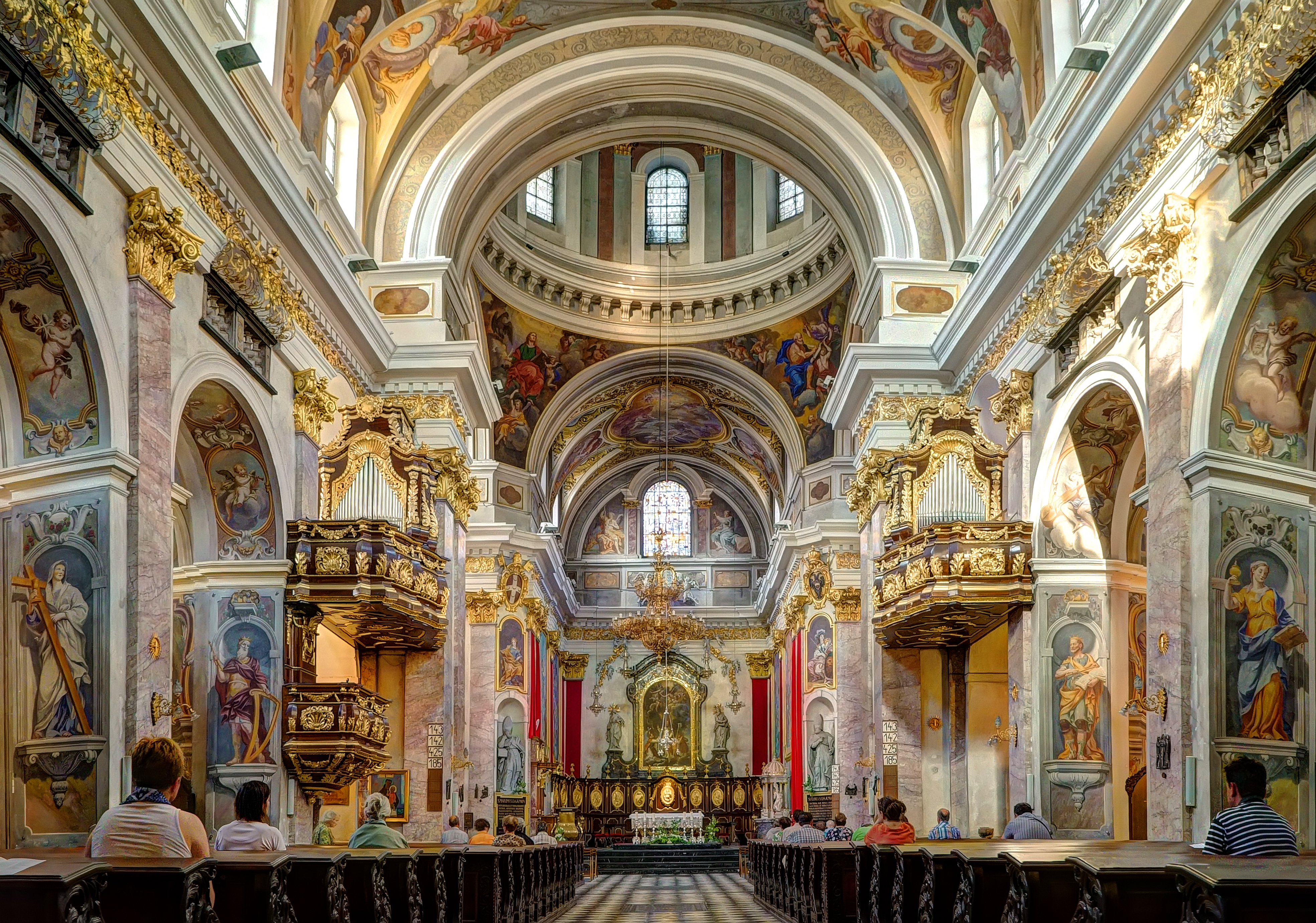
Interiér s hlavním oltářem
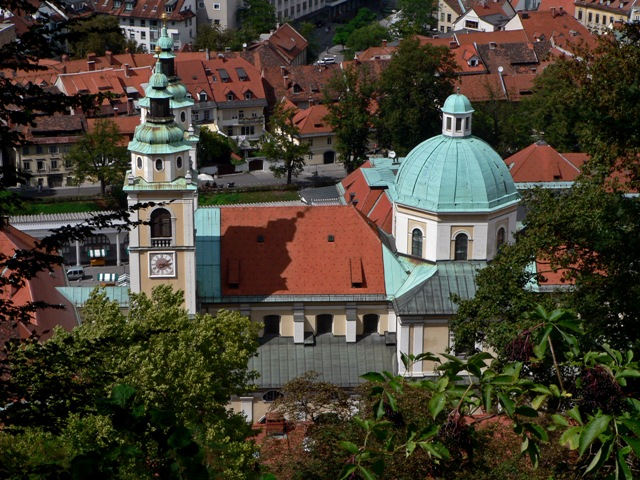
Katedrála při pohledu z Lublaňského hradu
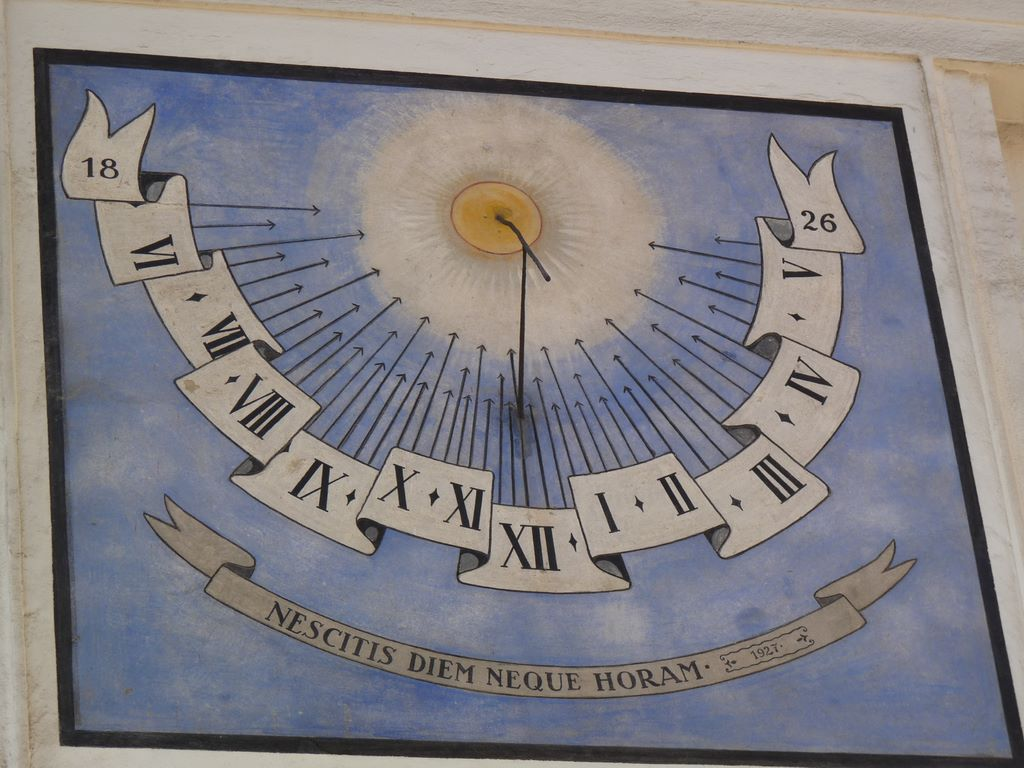
Sluneční hodiny na fasádě katedrály
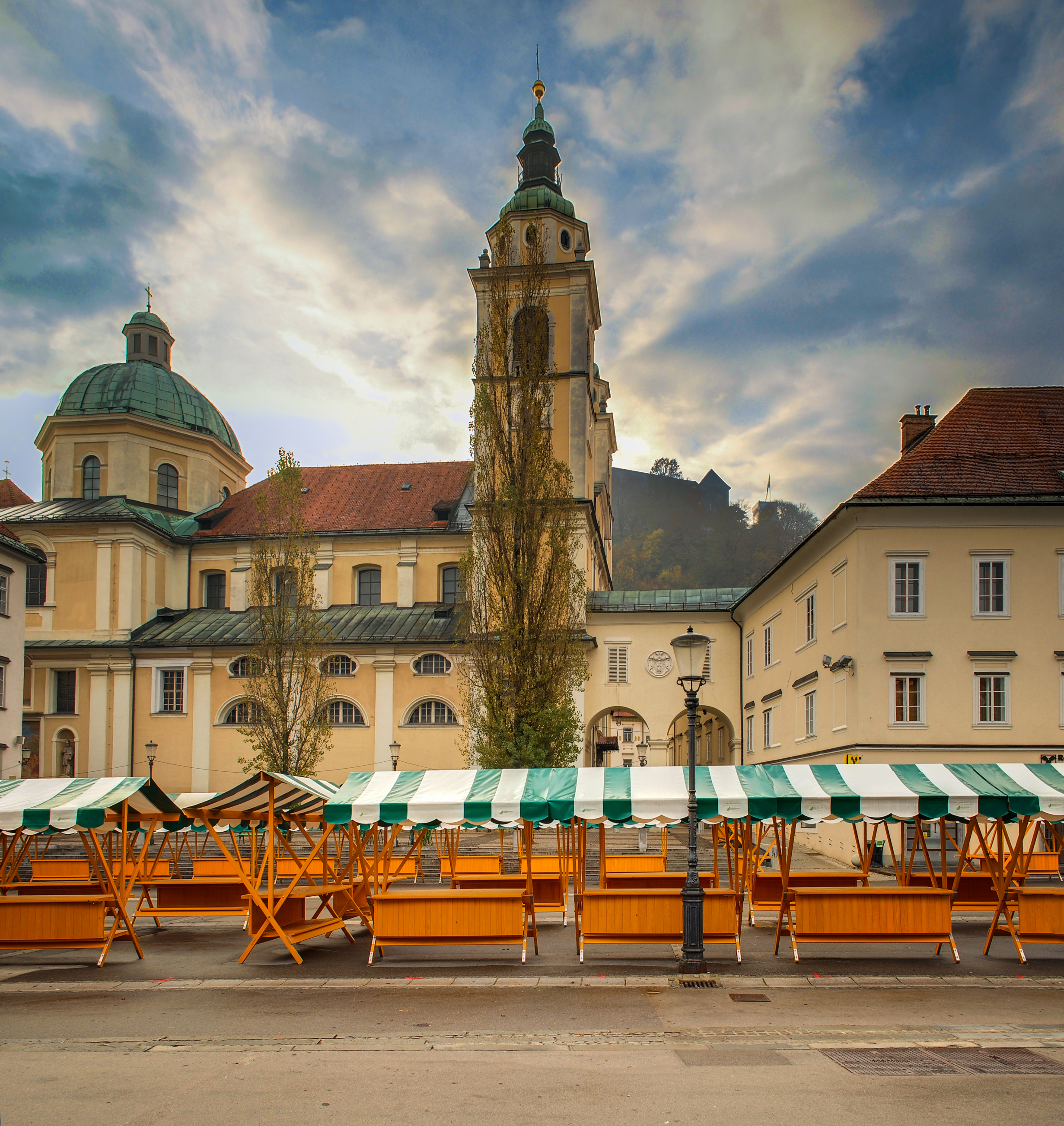
Náměstí Pogačar před katedrálou